# 커진치 페렌츠

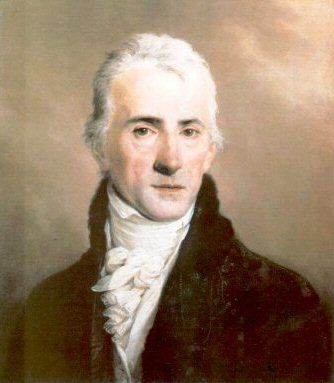
커진치 페렌츠

커진치 페렌츠(헝가리어: Kazinczy Ferenc, 1759년 10월 27일 ~ 1831년 8월 23일)는 18세기말에서 19세기초에 걸쳐 활약한 헝가리의 작가이자 언어개혁가이다. 오늘날 헝가리어의 체계를 정립시킨 일등공신으로서, 수천 개의 낱말을 새로 만들어낸 파격적 언어개혁가였으며, 그의 공로에 힘입어 1844년에 헝가리어가 헝가리의 정식 공용어로 채택된다. (그 이전에는 라틴어와 독일어가 공용어 노릇을 함)

## 삶
현재 루마니아 영토인 에르셈옌(현재 이름은 쉬미안)에서 태어났다. 코쉬체,프레쇼프,부다페스트등에서 법률을 공부했으며, 또한 커진치에게 도서관 열람을 허락해준 게데온 라다이의 호의에 힘입어 프랑스어,독일어 문학에 대한 지식도 두루 섭렵할 수 있었다. 1784년에 카진치는 아바우 군의 서기로 일했고, 1786년에는 코쉬체 교육감으로 지명되었다. 코쉬체에서 커진치는 유럽의 고전작품들을 고대 헝가리어 문헌을 뒤져가며 고유 헝가리 낱말을 써 번역해내는 작업에 흠뻑 빠지기 시작했다. 1788년에는 다비드 버로티 서보와 야노쉬 버투서니의 도움을 얻어 "머저르 무제움"이란 문학 잡지를 발간하기 시작했다. 그후에 오르페우스란 잡지도 발행했는데, 이것은 홀로 운영했다.

## 주요 업적
Tövisek és virágok 1811. 

Poétai episztola Vitkovics Mihályhoz 1811.

Felelet a mondolatra pamphlet, 1815.

Ortológus és neológus nálunk és más nemzeteknél 1819.